# Ильенко, Вадим Герасимович
Вади́м Гера́симович Илье́нко (укр. Вадим Герасимович Іллєнко; 3 июля 1932, Новомосковск, УССР — 8 мая 2015, Киев, Украина) — советский и украинский кинорежиссёр, сценарист и кинооператор. Народный артист Украины (2000).

## Биография
Родился 3 июля 1932 года в Новомосковске Днепропетровской области в семье инженера-строителя. Старший брат кинорежиссёров Юрия и Михаила Ильенко.
В 1955 году окончил операторский факультет ВГИКа (мастерская А. Гальперина), тогда же пришёл на Киевскую киностудию им. А. Довженко. Затем работал на Одесской киностудии и студии «Укртелефильм».
В 1961 году снял свою самую известную операторскую работу «За двумя зайцами».
Как режиссёр поставил картины «Возвращение Вероники» (1963), «Зозуля з дипломом» (1971, все в соавторстве).
Занимался преподавательской работой, был доцентом, заведующим кафедрой операторского искусства института Кино и телевидения Национального института культуры и искусства, членом-корреспондентом Национальной академии искусств Украины.
23 января 2006 года Вадиму Ильенко распоряжением президента Украины была назначена государственная стипендия с комментарием «выдающемуся деятелю культуры и искусства».

## Фильмография

### Оператор
- 1956 — Путешествие в молодость
- 1958 — Простая вещь
- 1958 — Военная тайна
- 1959 — Олекса Довбуш
- 1961 — Иду к вам
- 1961 — За двумя зайцами
- 1962 — Молчат только статуи
- 1963 — Возвращение Вероники
- 1965 — Над нами Южный крест
- 1968 — Вечер накануне Ивана Купала
- 1969 — Почтовый роман
- 1973 — Свадьба
- 1975 — Белый башлык
- 1976 — Там вдали, за рекой
- 1977 — Праздник печёной картошки
- 1977 — Сапоги всмятку
- 1978 — Неудобный человек
- 1980 — Школа
- 1982 — Звёздная командировка
- 1983 — Три гильзы от английского карабина
- 1984 — В лесах под Ковелем
- 1986 — Мост через жизнь
- 1986 — Ледяные цветы
- 1988 — Передай дальше…
- 1990 — Ивин А.
- 1991 — Последний бункер
- 1992 — Цветение одуванчика
- 1993 — Гетманские клейноды
- 1995 — Гелли и Нок

### Режиссёр
- 1963 — Возвращение Вероники
- 1965 — Над нами Южный крест
- 1971 — Зозуля с дипломом
- 1988 — Передай дальше…
- 1991 — Последний бункер
- 1995 — Гелли и Нок

### Сценарист
- 1971 — Зозуля с дипломом
- 1991 — Последний бункер
- 1995 — Гелли и Нок

### Актёр
- 1975 —  Весна двадцать девятого
- 1977 — Праздник печёной картошки
- 1979 — Расколотое небо (роль — Васильев, белогвардейский офицер заместитель командира авиаотряда; озвучил актёр Павел Морозенко)
- 1979 — Семейный круг (роль — Герасим, сослуживец Вадима Ивановича)
- 1991 — Последний бункер
- 1992 — Цветение одуванчика (роль — милиционер)

## Награды
- Кавалер ордена Трудового Красного Знамени[2]
- Народный артист Украины (2000)[4]
- Заслуженный деятель искусств Украинской ССР (1978)
- Лауреат Государственной премии Украины имени Александра Довженко (1999)[5]
- Заслуженный деятель искусств Абхазской АССР (1974)